# Susan Buckner
Susan Georgianna Buckner, född 28 januari 1952 i Seattle i delstaten Washington, död 2 maj 2024 i Miami i Florida, var en amerikansk skådespelerska, dansare och skönhetsdrottning. Innan hon började arbeta inom skådespelarbranschen, så blev hon krönt till Miss Washington (1971), för att sedan bli en av de tio bästa deltagarna i 1972 års Miss America-tävling, som det året vanns av Laurel Lea Schaefer (Miss Ohio). En av hennes mest kända roller inkluderar birollen som hejarklacksledaren Patricia "Patty" Simcox i filmen Grease från 1978.

## Filmografi (i urval)

### Filmer
| År   | Titel                   | Roll                    | Noter |
| ---- | ----------------------- | ----------------------- | ----- |
| 1976 | The First Nudie Musical | Dansare                 |       |
| 1978 | Grease                  | Patricia "Patty" Simcox |       |
| 1981 | Hämnd från andra sidan  | Vicky Anderson          |       |

### TV-serier
| År   | Titel                | Roll             | Noter                                                                |
| ---- | -------------------- | ---------------- | -------------------------------------------------------------------- |
| 1973 | The Dean Martin Show | Golddigger       | 1 avsnitt: "Celebrity Roast: Bette Davis"                            |
| 1976 | Police Woman         | Judy             | 1 avsnitt: "Angela"                                                  |
| 1977 | Krona eller klave    | Jessica          | 1 avsnitt: "Eden's Gate"                                             |
| 1978 | Starsky och Hutch    | Sharon Carstairs | 1 avsnitt: "The Heavyweight"                                         |
| 1979 | Kärlek ombord        | Kim Patterson    | 1 avsnitt: "The Spider Serenade/Next Door Wife/The Harder They Fall" |